# Barros Cassal

Localización del municipio Barros Cassal.

Barros Cassal es un municipio brasilero del estado de Rio Grande do Sul.
Se puede acceder a través de BR/RS 153/471, corriendo a 256 km de Porto Alegre.

## Geografía
Se encuentra en la latitud 29 º 05'36 "sur y longitud 52 º 34'58" oeste, con una altitud de 627 metros.
Tiene una superficie de 648,25 kilómetros ² y su población estimada en 2010 fue de 11 354 habitantes.

## Historia
De la ciudad actual de Barros Cassal pertenece a una región habitada por los indios, que eran los aldeanos por los jesuitas. Raposo Tavares fue la reducción de Bandeirante, que destruyeron San Joaquín. Los indios eran libres de los hombres blancos, hasta que comenzó el luso de liquidación, que a finales del siglo XVIII.
Una de las primeras concesiones de tierra donadas fue nombrada la esquina de San Antonio, por ser patrona, Nuestra Señora Mediadora de hoy. De acuerdo con el orden n Hall. 1 del 10 de mayo de 1910, el Distrito se consideró la ciudad de Soledad.
En 1930, como un homenaje al ilustre político que trabajó para el establecimiento de la República, el nombre fue cambiado a Barros Cassal. Por Ley n. 4598 del 5 de noviembre de 1963, fue elevado a municipio, de haber estado con 764 km² de superficie, lo que mantiene a la fecha actual.
- Datos: Q1786797
- Multimedia: Barros Cassal / Q1786797